# Oscar Isaac
Oscar Isaac, ursprungligen Óscar Isaac Hernández, född 9 mars 1979 i Guatemala City, är en guatemalansk-amerikansk skådespelare.
Han har bland annat spelat rollen som Poe Dameron i Star Wars: The Force Awakens, Star Wars: The Last Jedi och Star Wars: The Rise of Skywalker och sedan också i Marvel’s Moon Knight

## Filmografi

### Filmer
- Illtown
- All About the Benjamins
- Lenny the Wonder Dog
- Pu-239
- The Nativity Story
- The Life Before Her Eyes
- Che - Argentinaren
- Che - Gerillaledaren
- Body of Lies
- Agora
- Balibo
- Robin Hood
- Sucker Punch
- W.E.
- 10 Years
- Drive
- For Greater Glory
- Revenge for Jolly!
- The Bourne Legacy
- Won't Back Down
- Inside Llewyn Davis
- In Secret
- The Two Faces of January
- Ticky Tacky
- A Most Violent Year
- Ex Machina
- Mojave
- Star Wars: The Force Awakens
- X-Men: Apocalypse
- The Promise
- Lightningface
- Suburbicon
- Star Wars: The Last Jedi
- Annihilation
- Operation Finale
- At Eternity's Gates
- Life Itself
- Spider-Man: Into the Spider-Verse
- Triple Frontier
- The Addams Family
- Star Wars: The Rise of Skywalker
- The Letter Room
- The Card Counter
- Dune
- Big Gold Brick
- 2025 – Frankenstein
- 2025 – In the Hand of Dante

### TV-serier
- Law & Order: Criminal Intent
- Show Me a Hero
- Star Wars Resistance
- Scenes from a Marriage
- Moon Knight

### Videospel
- Disney Infinity 3.0
- Lego Star Wars: The Force Awakens
- Lego Star Wars: The Skywalker Saga

### Poddsändningar
- Homecoming